# U.S. Open (golfbajnokság)
A U.S. Open a British Open után a legrégibb a négy PGA golf torna közül. Legelőször 1895. október 4-én a rhode islandi Newportban rendezték meg. Négy forduló után, a győztes az angol Horace Rawlins lett.
A U.S. Openre évente, júliusban kerül sor, változó helyszínen. A profi és amatőr játékosoknak egy kvalifikációs tornát kell teljesíteniük, hogy megküzdhessenek egymással a bajnoki címért. Ez alól kivételt képeznek az előző tíz év győztesei, a többi major torna előző öt évének győztesei, az előző évi PGA Tour Money List első 30 helyezettje, az előző évi European Tour Money List első 15 helyezettje, valamint a hivatalos golf világranglista első 50 helyezettje.
A további major tornák, a British Open, a US Masters és a USPGA Championship. 1895–1897 között 36 lyukra, 1898 óta 72 lyukra játsszák a versenyeket.

## Többszörös győztesek
- Willie Anderson (4 győzelem 1901 és 1905 között)
- Robert Tyre Jones Jr (4 győzelem 1923 és 1930 között)
- Ben Hogan (4 győzelem 1948 és 1953 között)
- Jack Nicklaus (4 győzelem 1961 és 1980 között)
- Hale Irwin (3 győzelem 1974 és 1990 között)
- Tiger Woods (3 győzelem 2000 és 2008 között)

## Győztesek
- (a)–Amatőr versenyző.

## Külső hivatkozások
- http://www.usopen.com/